# Juncus subulatus
Juncus subulatus är en tågväxtart som beskrevs av Peter Forsskål. Juncus subulatus ingår i släktet tåg, och familjen tågväxter. Inga underarter finns listade i Catalogue of Life.